# 若彦路
若彦路（わかひこみち）は、甲斐国（山梨県）と駿河国（静岡県）を結ぶ街道のひとつ。
江戸時代後期に編纂された『甲斐国志』巻之一堤要部・巻之四十一古跡部に拠れば、九筋のひとつに数えられる古道で、駿河へ至る官道であったという。「若彦」の呼称は日本武尊（ヤマトタケル）の子稚武彦王に由来するという。
甲斐国から駿河国へ向かう街道には若彦路のほか、甲府盆地から富士川沿いに南下する河内路や、甲府盆地から右左口峠を超えて富士東麓を南下する中道往還が存在する。

## 『吾妻鏡』における若彦路と道筋
史料上の初見は『吾妻鏡』治承4年（1180年）10月13日条で、甲斐源氏挙兵に際した軍事行動において登場する。
『吾妻鏡』に拠れば、治承4年4月、後白河法皇皇子・以仁王が平家一族追討を諸国の源氏に呼びかけ、治承・寿永の乱が発生する。同年8月には伊豆国で源頼朝が挙兵し、甲斐源氏の一族も同時期に挙兵している。『吾妻鏡』では、頼朝は9月20日に甲斐源氏の一族に対し黄瀬川（静岡県沼津市）へ参陣命令を下し、「若彦路」が登場する10月13日を挟んで、10月18日に黄瀬川で頼朝と参会し、平家勢との富士川の戦いが発生したとしている。一方で、甲斐源氏の一族はこの段階では頼朝の意向に従わず独自の判断で行動していた点が指摘され、頼朝の行程からも無理がある点が指摘される。
『吾妻鏡』治承4年10月13日条では、同日朝に武田信義ら甲斐源氏の一族と北条時政・義時は駿河国へ向かい、暮れ方に大石駅に宿している。さらに駿河目代の軍勢が富士野を廻って襲来すると、「富士北麓若彦路」を越えたとされている。「大石駅」は山梨県南都留郡富士河口湖町大石に比定する説が主流となっている。富士河口湖町大石は河口湖北岸に所在し、西は本栖方面、東は御坂路に近い。
一方で、大石寺の所在する静岡県富士宮市上条に比定する説もあるが、海老沼真治は甲斐源氏の一行が明け方に甲府盆地を発しその日の夜に宿所とするには距離が遠すぎる点や、戦国時代の中道往還や御坂路（甲斐路）における一日の軍勢移動の記録から、富士河口湖町大石に比定する説を妥当としている。さらに、『吾妻鏡』治承4年10月23日条の末尾に「至駿州」とあることから、「大石駅」は駿河国内に所在していなかった点を指摘している。

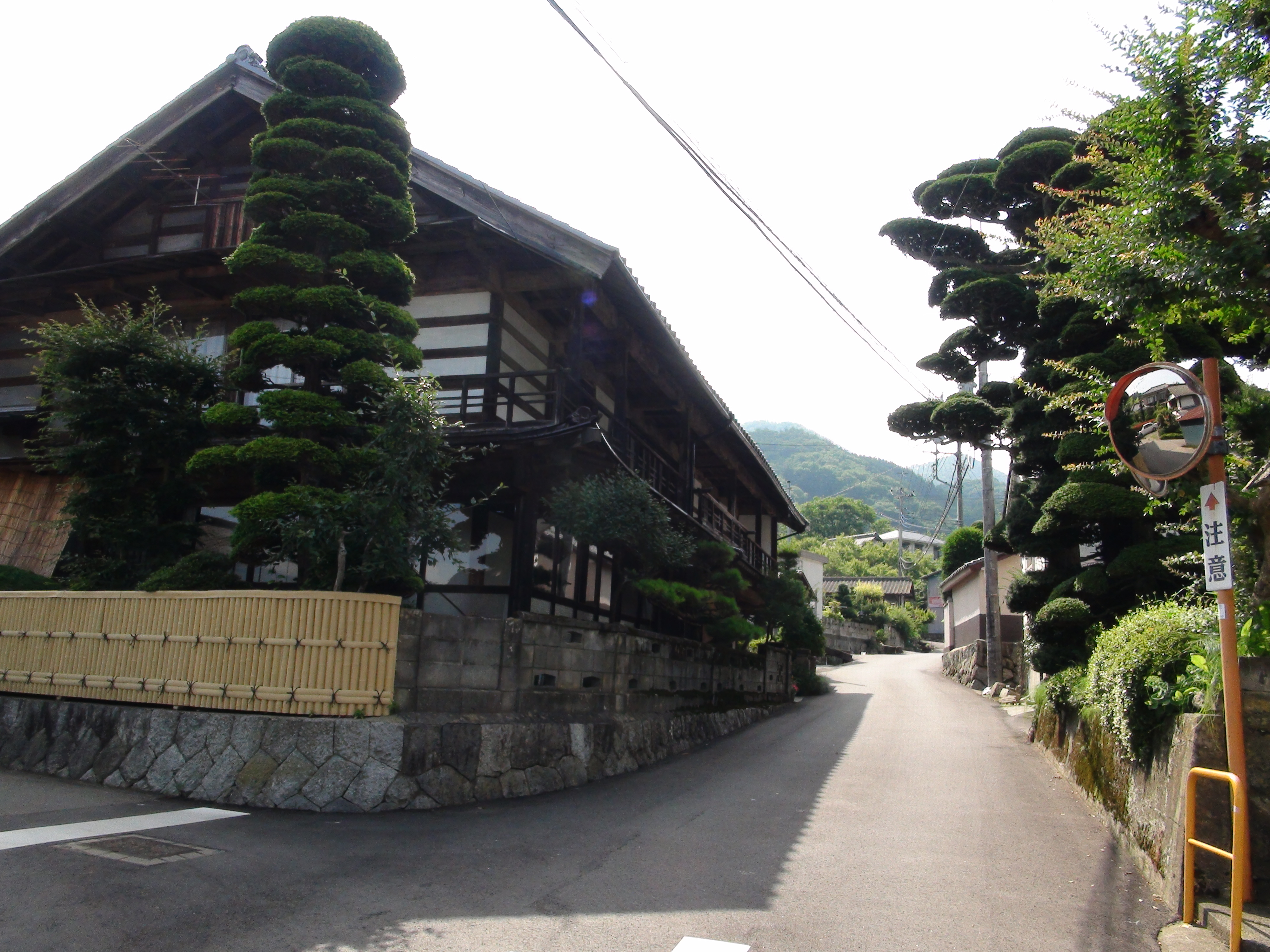
奈良原（笛吹市八代町奈良原）の旧道。（2012年7月撮影）

## 若彦路の道筋
若彦路の道筋は、『吾妻鏡』では甲府盆地から「大石駅」に至るものとされ、『甲斐国志』ではさらに大石から駿河国井出までを若彦路の道筋としている。現在では、具体的な道筋として甲府盆地南端の奈良原（笛吹市八代町奈良原）を通過し、鳥坂峠を経て芦川村（笛吹市芦川地区）に至り、さらに大石峠を越え富士北麓の大石村（富士河口湖町大石）を経て富士北西麓を駿河国富士郡上井出村（富士宮市）に達するルートが想定されているが、甲斐源氏の通過した「富士北麓若彦路」に関してはこれと異なるルートも考えられている。
『吾妻鏡』において、「富士北麓若彦路」が登場する治承4年10月13日の翌日にあたる同年10月14日条では、甲斐源氏の軍勢は午刻に「神野并春田路」を経て「鉢田」に至り、駿河目代・橘遠茂の軍勢と交戦したと記されている。合戦は甲斐源氏勢が勝利し、目代・橘遠茂を捕縛する。その日の酉刻には討ち取った首を「伊堤」に晒したという。「伊堤」は富士宮市上井出付近に比定されているが、「神野并春田路」に関しては、諸説の考証により中道往還を指すと考えられている。「鉢田」は富士北西麓の甲駿国境付近を指す地名であると考えられており、末木健は本栖湖南岸に所在する「端足峠（はしだとうげ）」に比定する説を提唱しており、海老沼真治もこれを追認している。
このため、『吾妻鏡』に拠れば甲斐源氏の一行は治承4年10月13日に大石駅から「富士北麓若彦路」を通過して駿河へ向かい、翌14日に中道往還を指す「神野并春田路」を通り、端足峠に至った経路が想定される。「富士北麓若彦路」は大石駅から「神野并春田路」を結ぶ道筋であり、『甲斐国志』に記される成沢（南都留郡鳴沢村）から駿河上井出を結ぶ富士北西麓の「中の金王路」のほか、大石から西湖・精進湖を経て中道往還と接続する道を指している可能性が指摘されている。

## 「中の金王路」と「郡内路」
『甲斐国志』巻之一堤要部では成沢（南都留郡鳴沢村）から富士北西麓を通過し駿河上井出に至る「中の金王路」の存在を記している。
『国志』では「中の金王路」を大石から駿河上井出に至る若彦路の道筋の一部としているが、末木健、海老沼真治はこれを甲斐源氏が通行した道とは異なるものとし、末木は「中の金王路」を成沢付近で近世以降に材木を搬出されるために作られた道としている。一方で、海老沼は『甲斐国志』において「中の金王路」を『吾妻鏡』に登場する若彦路に結びつけたことには意義があり、戦国期以前の道が存在していた可能性を指摘している。
また、静岡県富士宮市上井出には「郡内道」の小字名が残されている。「郡内」は甲斐国東部の都留郡一帯を指す地域呼称で、上井出から分岐して郡内へ至る「郡内道」の起点を指す地名とされ、その道筋は『国志』に記される「中の金王路と同一の経路であることが指摘される。

## 現在の若彦路
2010年（平成22年）3月に、大石峠の直下を貫く山梨県道719号富士河口湖芦川線の若彦トンネルが開通した。

## 若彦路に関する文学
作家の井伏鱒二は昭和初年から山梨県を頻繁に訪問し、山梨を題材にした作品も多い。井伏は全国各地の街道を探訪する紀行文『七つの街道』において若彦路を巡り、1956年（昭和31年）12月に『別冊文芸春秋』第55号に「甲斐わかひこ路-古事記からオネストジョンまで-」として発表している。単行本は1957年（昭和32年）刊行。